# Kachin-Rötelmaus
Die Kachin-Rötelmaus oder Burmesische Rotrücken-Wühlmaus (Eothenomys cachinus) ist eine Nagetierart aus der Unterfamilie der Wühlmäuse (Arvicolinae). Sie kommt im südlichen China und dem angrenzenden Myanmar vor.

## Merkmale
Die Kachin-Rötelmaus ist eine vergleichsweise große Art der Gattung und erreicht eine Kopf-Rumpf-Länge von deutlich über 10 Zentimeter mit einem Schwanz von durchschnittlich mehr als 5 Zentimetern Länge. Sie entspricht in ihrer Größe und dem Aussehen der Yunnan-Rötelmaus (Eothenomys miletus), von der sie durch den Saluen geografisch getrennt ist. Das Rückenfell ist weich, lang und dicht, es ist lohfarben braun. Das Bauchfell ist hell gräulich mit blass sandgelber oder ockerfarbener Einwaschung. Der Schwanz ist vergleichsweise lang, vor allem im Vergleich mit anderen Arten des Eothenomys-melanogaster-Artenkomplexes. Die Kachin-Rötelmaus unterscheidet sich zudem von verwandten Arten durch den kleineren und abgeflachten Schädel sowie durch die Anzahl der Schmelzleisten auf den Molaren M3.

## Verbreitung
Die Kachin-Rötelmaus kommt im südlichen China und dem angrenzenden Nordosten von Myanmar vor. In China lebt sie in Yunnan westlich des Saluen sowie im Kreis Zayü im Autonomen Gebiet Tibet.

## Lebensweise
Über die Lebensweise der Art liegen kaum Angaben vor. Die Kachin-Rötelmaus lebt in dichten Bergwaldregionen in Höhen von 2300 bis 3000 Metern, wobei sie vor allem Hanglagen und Flussuferbereiche bevorzugt.

## Systematik
Die Kachin-Rötelmaus wird als eigenständige Art innerhalb der Gattung Eothenomys eingeordnet, die aus acht Arten besteht. Die wissenschaftliche Erstbeschreibung stammt von dem britischen Zoologen Oldfield Thomas, der die Art 1921 anhand von Individuen aus dem Kachin-Staat im nördlichen Birma, heute Myanmar, beschrieb. Teilweise wurde die Art der Père-David-Rötelmaus (Eothenomys melanogaster) oder der Yunnan-Rötelmaus (Eothenomys miletus) zugeordnet, heute gilt sie als eigenständige Art im Eothenomys-melanogaster-Artenkomplex.
Innerhalb der Art werden keine Unterarten unterschieden.

## Status, Bedrohung und Schutz
Die Kachin-Rötelmaus wird von der International Union for Conservation of Nature and Natural Resources (IUCN) als nicht gefährdet (Least concern) eingeordnet. Begründet wird dies mit dem verhältnismäßig großen Verbreitungsgebiet und den angenommenen großen Beständen der Art, die auch in geschützten Gebieten vorkommt. Potenzielle Gefährdungsrisiken für die Art stellen vor allem Entwaldungen im Verbreitungsgebiet dar.

## Belege
1. 1 2 3 4  Darrin Lunde, Andrew T. Smith: Kachin Chinese Vole. In: Andrew T. Smith, Yan Xie: A Guide to the Mammals of China. Princeton University Press, Princeton NJ 2008, ISBN 978-0-691-09984-2, S. 222–223.
2. 1 2 3 4  Eothenomys cachinus. In: Don E. Wilson, DeeAnn M. Reeder (Hrsg.): Mammal Species of the World. A taxonomic and geographic Reference. 2 Bände. 3. Auflage. Johns Hopkins University Press, Baltimore MD 2005, ISBN 0-8018-8221-4.
3. 1 2 3 4  Eothenomys cachinus in der Roten Liste gefährdeter Arten der IUCN 2016.2. Eingestellt von: A.T. Smith, 2008. Abgerufen am 14. Oktober 2016.